# Louis Darragon
Louis Darragon (Vichèi, 6 de febrer de 1883 - París, 28 d'abril de 1918) va ser un ciclista francès, professional des del 1905 fins al 1914. Es va especialitzar en el mig fons, en què va aconseguir dos Campionats del Món de l'especialitat.

## Palmarès
- 1906
  -  Campió del Món de Mig fons
  -  Campió de França de Mig fons
- 1907
  -  Campió del Món de Mig fons
  -  Campió de França de Mig fons
- 1911
  -  Campió de França de Mig fons